# Lil Uzi Vert vs. the World
| Recensione | Giudizio |
| ---------- | -------- |
| AllMusic   |          |
| HipHopDX   |          |
| PopMatters | 6/10     |

Lil Uzi Vert vs. the World è il terzo mixtape del rapper statunitense Lil Uzi Vert, pubblicato il 15 aprile 2016 dalle etichette discografiche Atlantic Records e Generation Now. La produzione del mixtape è stata gestita da Cubeatz, Don Cannon, Lyle LeDuff, Maaly Raw, Metro Boomin e WondaGurl.

## Tracce
Testi di Symere Woods.
1. Canadian Goose – 3:38 (musica: Maaly Raw)
2. Hi Roller – 4:36 (musica: Maaly Raw)
3. Money Longer – 3:19 (musica: Don Cannon, Maaly Raw)
4. Grab the Wheel – 4:56 (musica: Don Cannon, Cubeatz)
5. You Was Right – 2:44 (musica: Metro Boomin)
6. Baby Are You Home – 3:50 (musica: Metro Boomin)
7. Ps & Qs – 3:42 (musica: Don Cannon)
8. Team Rocket – 3:26 (musica: Don Cannon, Lyle LeDuff)
9. Scott and Ramona – 3:41 (musica: WondaGurl)

## Classifiche

### Classifiche settimanali
| Classifica (2016–2017)    | Posizione massima |
| ------------------------- | ----------------- |
| Stati Uniti               | 37                |
| Stati Uniti (R&B/Hip-Hop) | 18                |

### Classifiche di fine anno
| Classifica (2016) | Posizione |
| ----------------- | --------- |
| Stati Uniti       | 168       |
| Classifica (2017) | Posizione |
| Stati Uniti       | 67        |